# Porte de Versailles (Métro Paris)

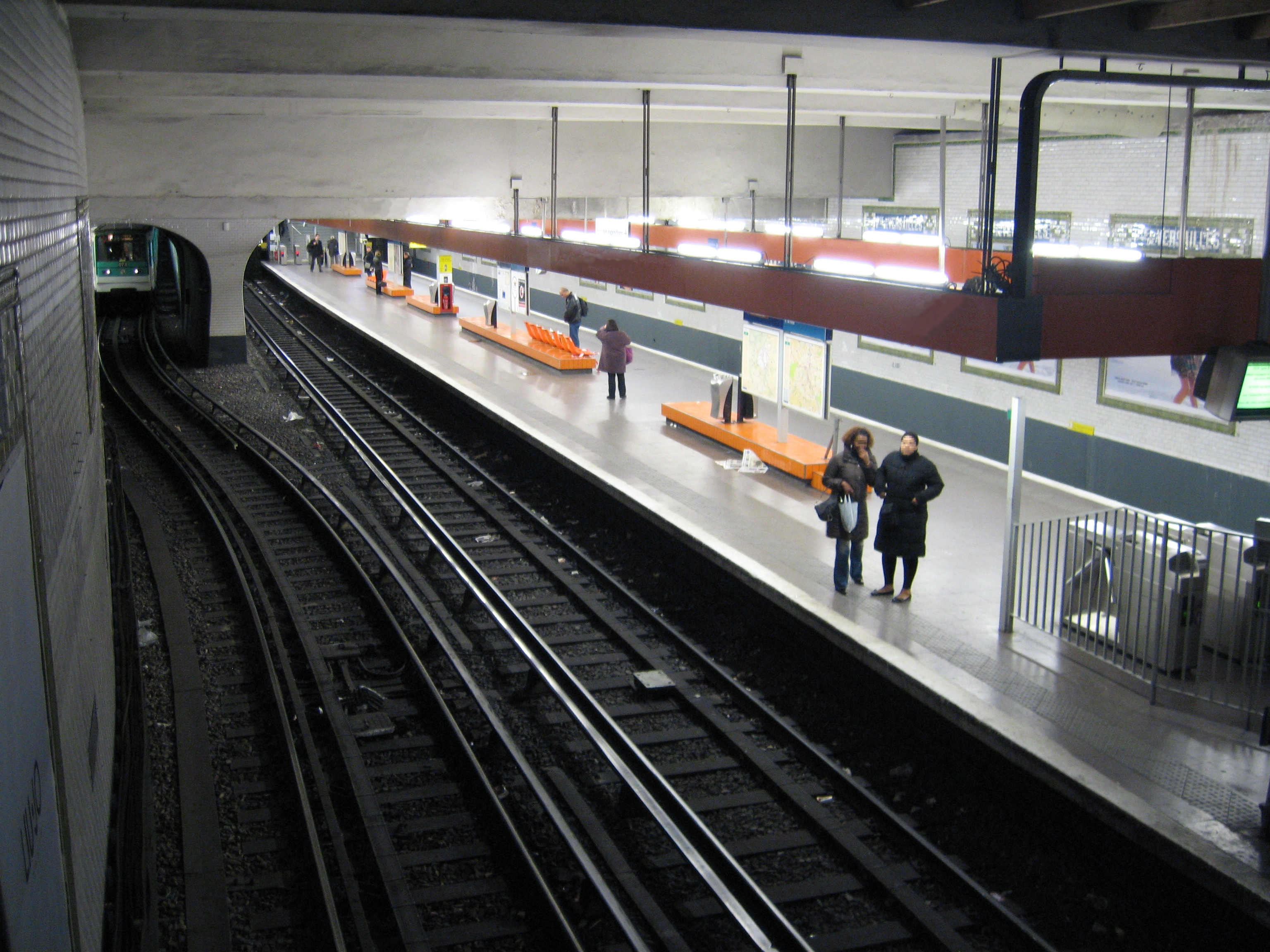
Blick in die große Halle mit dem Mittelbahnsteig, links das Gleis aus der versetzten Station in Richtung Front Populaire

Der U-Bahnhof Porte de Versailles [pɔʁt(ə) də vɛʁsɑj] ist eine unterirdische Station der Linie 12 der Pariser Métro. Es bestehen Umsteigemöglichkeiten zu den Straßenbahnlinien 2 und 3a.

## Lage
Die Station befindet sich im Quartier Saint-Lambert des 15. Arrondissements von Paris. Sie liegt unter der Place de la Porte de Versailles sowie längs unter der Avenue Ernest Renan an der südlichen Pariser Stadtgrenze.

## Name
Namengebend ist die ehemalige Porte de Versailles. Durch dieses Tor (fr: porte) in der Thiersschen Stadtbefestigung führte die Straße zum heute ca. 85.000 Einwohner zählenden Vorort Versailles, der durch sein Schloss weltberühmt ist.

## Geschichte und Beschreibung

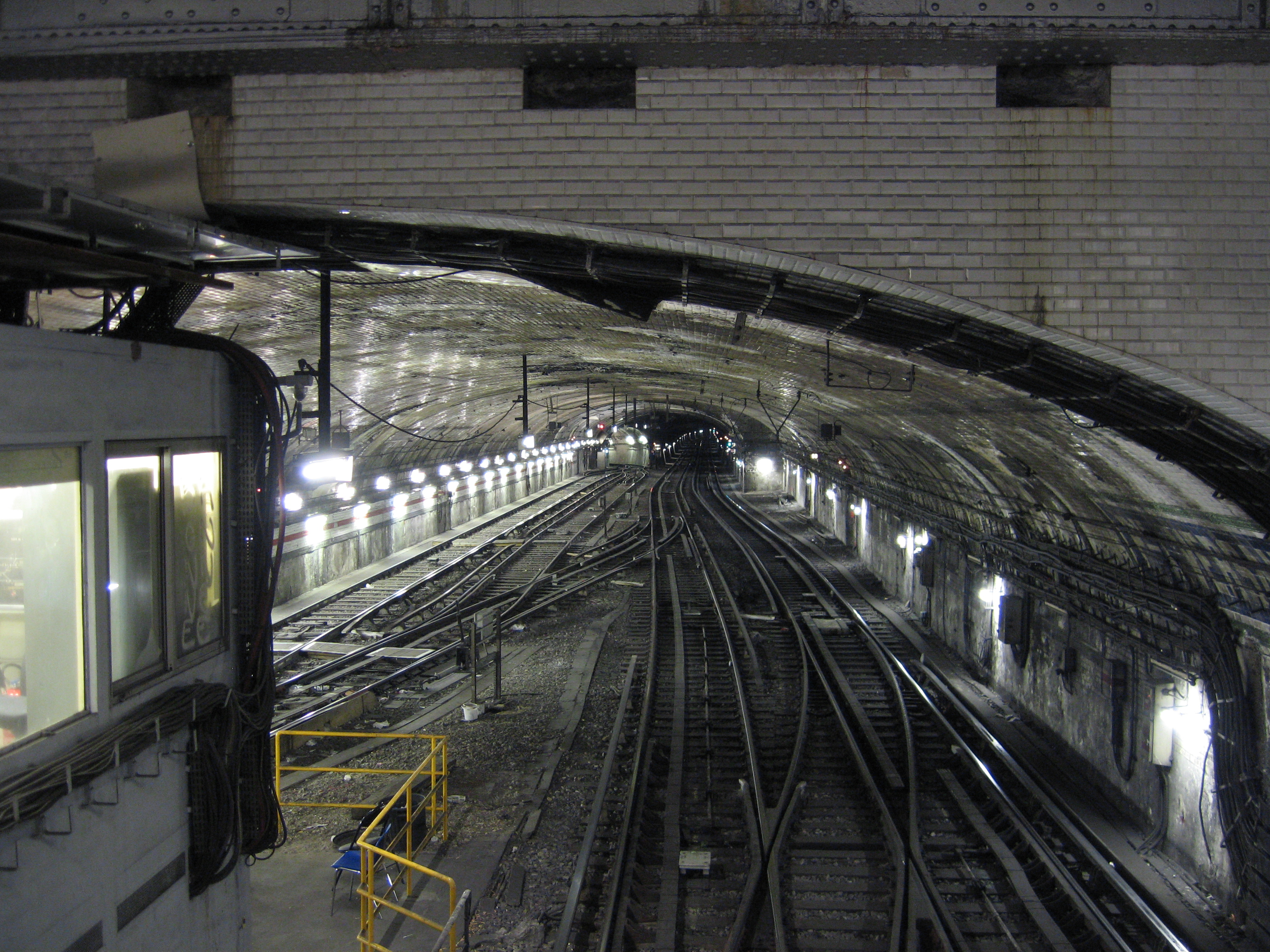
Ehemalige Bahnhofshalle: am rechten Rand Spuren des alten Stationsnamens, die beiden linken Gleise münden hinten in den Zufahrtstunnel zum Betriebshof Atéliers de Vaugirard

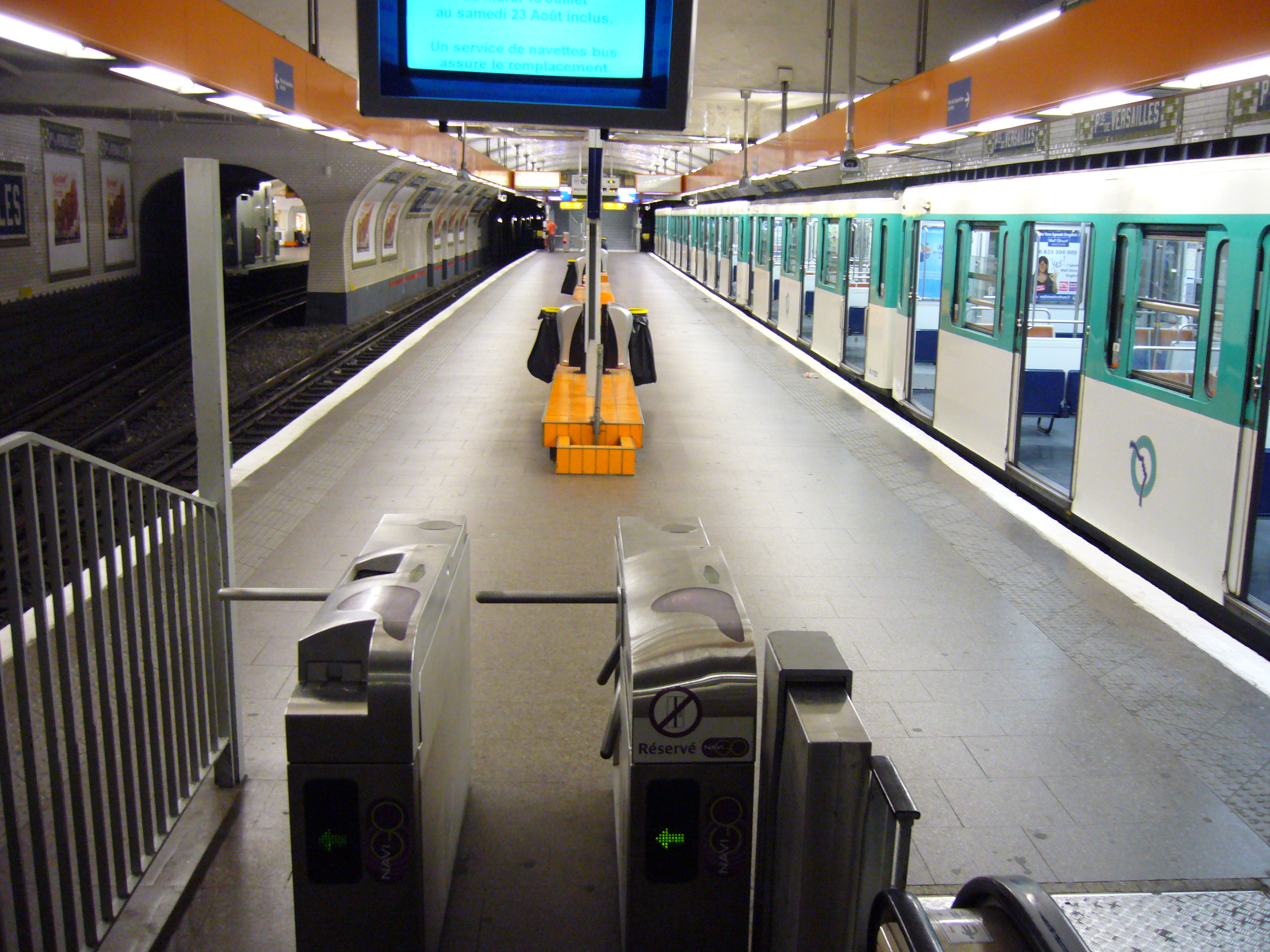
Blick über den Mittelbahnsteig Richtung Südwesten, links die Station in Richtung Front Populaire

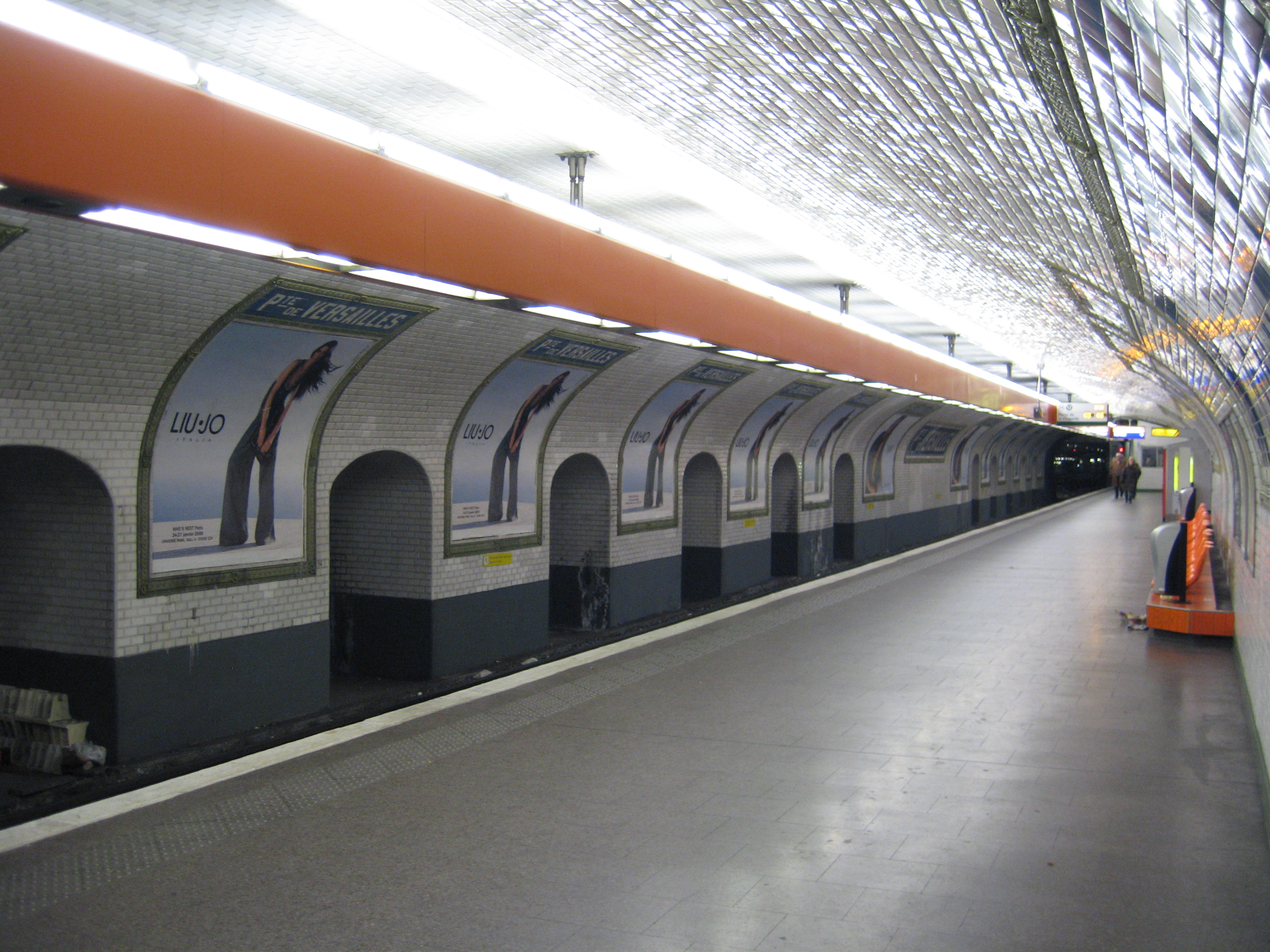
Station in Richtung Front Populaire mit Seitenbahnsteig und durchbrochener Stützmauer

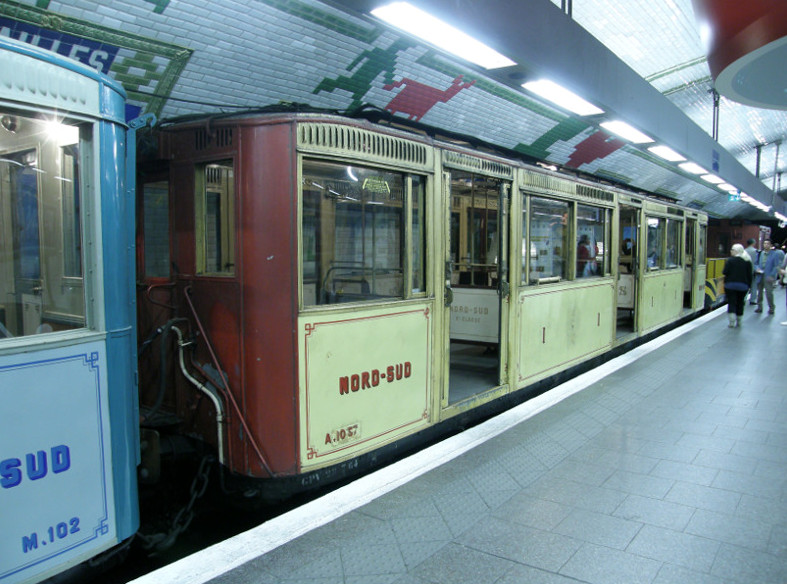
Historische Wagen der Nord-Sud in der Station Porte de Versailles, 2010

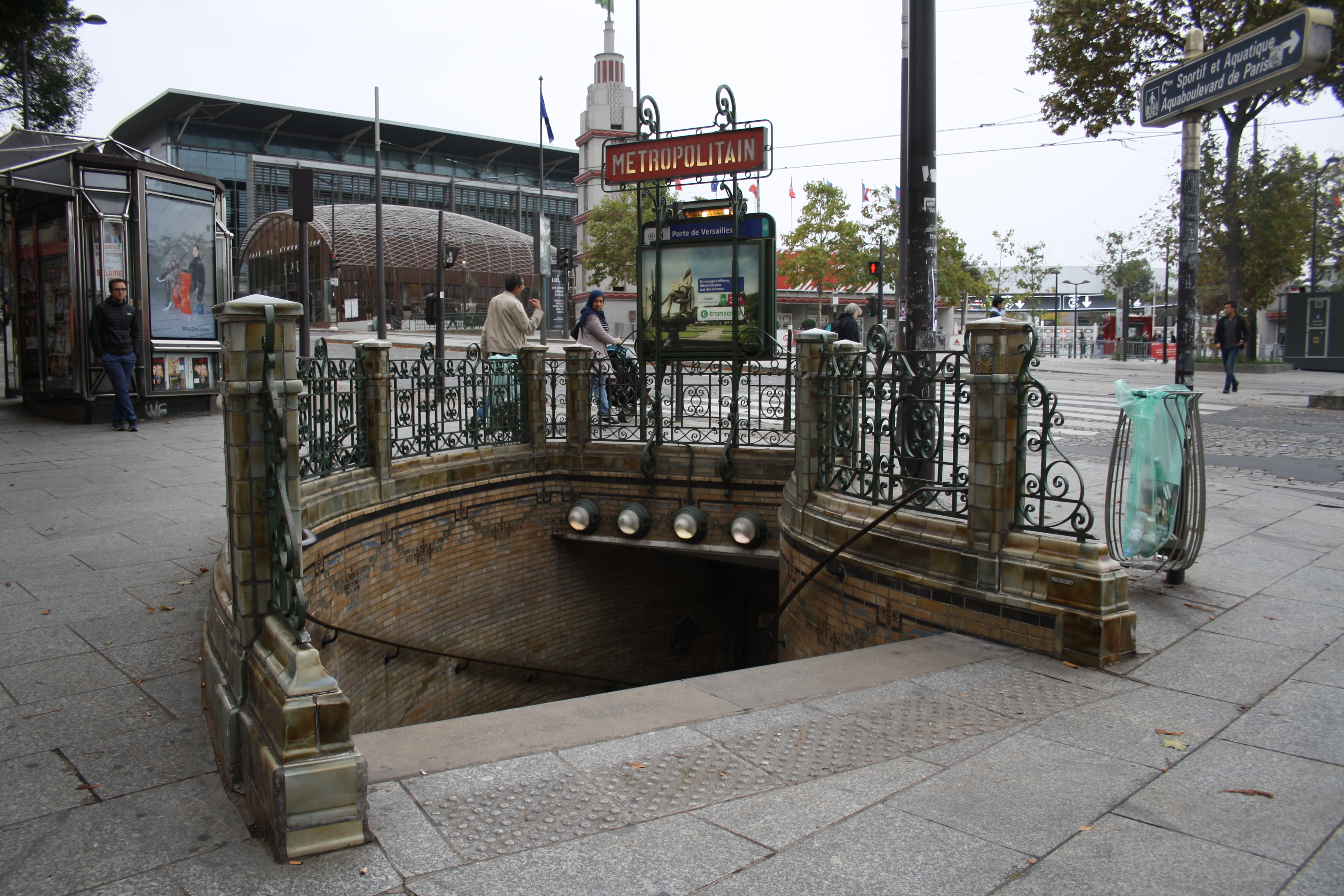
Zugang mit gebogener Treppe im Stil der Nord-Sud

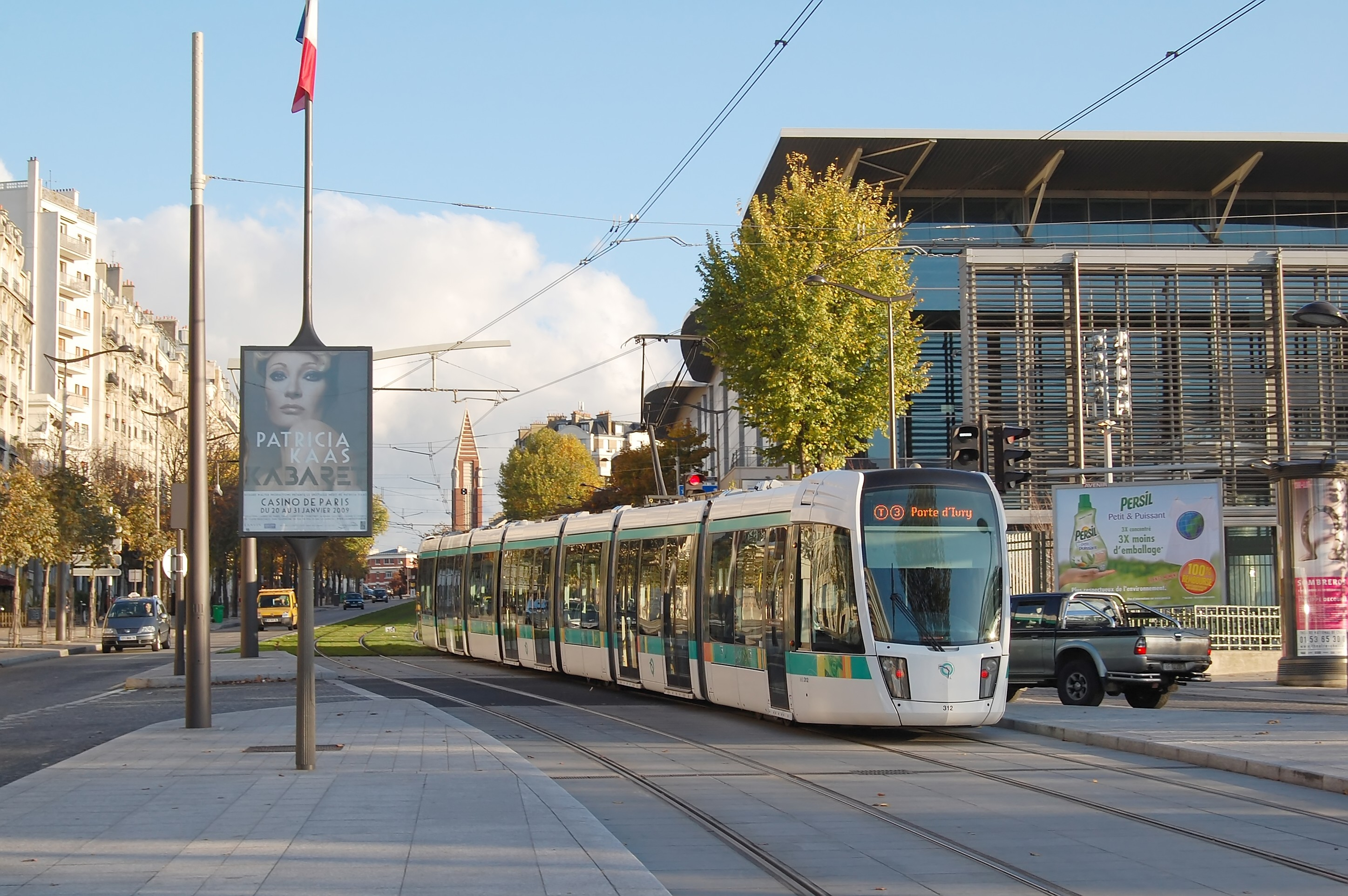
Straßenbahnzug der Linie 3a, das Gebäude rechts gehört zum Parc des expositions de la porte de Versailles

Eine erste Station wurde am 5. November 1910 in Betrieb genommen, als der erste Abschnitt der Linie A der Société du chemin de fer électrique souterrain Nord-Sud de Paris (Nord-Sud) von der Station Notre-Dame-de-Lorette bis Porte de Versailles eröffnet wurde. Sie befand sich nordöstlich der Place de la Porte de Versailles unter der Rue de Vaugirard. Als solche ist sie heute nicht mehr existent, dient jedoch als Tunnel für vier parallel verlaufende Gleise. Unter einem elliptischen, weiß gefliesten Gewölbe lagen zwei Seitenbahnsteige an zwei Streckengleisen. Anders als bei den von der Compagnie du chemin de fer métropolitain de Paris (CMP) errichteten Stationen folgten die Seitenwände nicht der Krümmung der Ellipse, sondern verliefen im unteren Bereich senkrecht. Wegen der ursprünglich auf den Strecken der Nord-Sud vorhandenen Oberleitung war sie geringfügig höher als die unter ähnlichen Gewölben liegenden CMP-Stationen. Sie wies die damalige Pariser Standardlänge von 75 m, ausreichend für Fünf-Wagen-Züge, auf.
Nach der Übernahme der Nord-Sud durch die CMP wurde die Linie A am 27. März 1931 in Linie 12 umbenannt. Bis 1934 war die Station Porte de Versailles südlicher Endpunkt der Linie 12.
Bei der Verlängerung der Strecke in südlicher Richtung (Eröffnung am 24. März 1934) wurde die bisherige Station geschlossen und südlich anschließend ein neuer U-Bahnhof errichtet. Die bisherige Bahnhofshalle blieb erhalten. Ihre Bahnsteige wurden entfernt und diesem Bereich vier Gleise neu verlegt: die beiden östlichen sind seitdem dem Durchgangsverkehr vorbehalten, die westlichen dienen als Abstellgleise und als Zufahrt zum Betriebshof Atéliers de Vaugirard.
Südlich der alten Bahnhofshalle schließen zwei neue Hallen mit einer ungewöhnlichen Gleis- und Bahnsteigskonfiguration an. Der nordöstliche Teil der größeren Halle ist rechtwinklig und außergewöhnlich hoch, die Decke ruht auf massiven Querträgern. Dort beginnt ein Mittelbahnsteig, der von zwei Gleisen eingerahmt ist. Auf der Südostseite liegt ein drittes Gleis, das von den Zügen in Richtung Front Populaire ohne zu Halten durchfahren wird.
Der Mittelbahnsteig setzt sich in der Südwesthälfte der größeren Halle fort. Von den an ihm liegenden Gleisen dient das westliche hauptsächlich dem Verkehr vom und zum nahen Betriebshof. Am anderen Gleis halten die Regelzüge in Richtung Mairie d’Issy. Dieser Teil der Halle hat einen elliptischen Querschnitt, die Decke und die Wände sind weiß gefliest.
Die kleinere Halle für die von Mairie d’Issy kommenden Züge ist um ca. 40 m in der Längsrichtung nach Südwesten versetzt und ebenfalls weiß gefliest. Sie liegt in voller Länge unter einer elliptischen Gewölbedecke und weist auf der Südostseite einen Seitenbahnsteig auf. Auf der anderen Seite liegt eine Stützmauer, die zur größeren Halle hin an mehreren Stellen durchbrochen ist.
Südwestlich des U-Bahnhofs ist der Tunnel ebenfalls viergleisig. Gleis D stellt die Verbindung vom Betriebshof in Richtung Mairie d’Issy her, Gleis 2 dient dem Regelverkehr dorthin. Die Züge vom Betriebshof in Richtung Front Populaire müssen das Gleis 2 kreuzen und erreichen dadurch Gleis Z, an dem ein Betriebsbahnsteig liegt, über den der Triebfahrzeugführer an das andere Zugende läuft. Über das Gleis 1 fahren die Regelzüge in die kleinere Halle ein.
Es existieren mehrere Zugänge, von denen zwei das Dekor der Nord-Süd mit dem Schriftzug METROPOLITAIN (ursprünglich: NORD-SUD) aufweisen. Der Zugang auf der Südostseite der Rue de Vaugirard gehört zudem zu den wenigen mit einer gebogenen Treppe.

## Unfälle
Am 23. April 1930 kam es in der Station zu einem Zusammenstoß von zwei Zügen, der zwei Tote forderte. Am 10. Januar 1963 forderte ein erneuter Zusammenstoß von zwei Zügen im Bahnhof 40 Verletzte.

## Fahrzeuge
Auf der Linie 12 verkehrten zunächst Züge der Nord-Sud-Bauart Sprague-Thomson, die sich in mehreren Punkten von den Sprague-Thomson-Fahrzeugen der CMP unterschieden. Auffallendes Merkmal war die Stromversorgung des führenden Triebwagens mittels eines Pantographen. Nach der Übernahme der Nord-Sud durch die CMP wurde diese Betriebsform in den 1930er Jahren aufgegeben. In den 1970er Jahren schieden die Nord-Sud-Züge zugunsten der Sprague-Thomson-Regelbauart aus, 1977 kamen dann moderne Züge der Baureihe MF 67 auf die Strecke.

## Umstieg zur Straßenbahn
Am 16. Dezember 2006 wurde die Straßenbahnlinie 3 (heute: 3a) entlang der Boulevards des Maréchaux, und mit ihr deren Haltestelle Porte de Versailles, eröffnet. Die Straßenbahnlinie 2 erreichte am 21. Dezember 2009 ihre aktuelle südöstliche Endstation Porte de Versailles, die sich rechtwinklig zur Linie 3a an der Avenue Ernest Renan befindet.

## Umgebung
In unmittelbarer Nähe der Station befinden sich der Sportpalast Dôme de Paris (Palais des Sports) sowie das Messe- und Ausstellungsgelände Parc des expositions de la porte de Versailles.